# Mehmet Ali Vrioni
Mehmet Ali bej Vrioni (ur. 1842 w Beracie, zm. 1895) – albański i osmański polityk.

## Życiorys
Ukończył studia w Konstantynopolu. Był deputowanym do osmańskiego parlamentu.
W maju 1877 roku współzałożył Komitet Albański w Janinie, którego celem była działalność na rzecz obrony praw ludności albańskiej. W grudniu tego roku współ współzałożył Centralny Komitet Obrony Praw Albańczyków.
Według albańskiej historiografii, Vrioni był jednym z członków działającej w latach 1878-1881 Ligi Prizreńskiej. W 1881 roku został aresztowany przez władze osmańskie, jednak udało mu się uciec na należącą do Grecji wyspę Korfu.

## Życie prywatne
Matką Mehmeta Alego była Sabush Hanım Toptani, a jednym z jego dziadków był osmański marszałek Omer Pasza, który z pochodzenia był Serbem.
Był trzykrotnie żonaty; jego żonami były Emine Hanım Klisura, Hüsniye Hanım Vokopola oraz Czerkieska Mihri Hanım; z Hüsniye miał syna Iliasa.
Znał język albański, turecki, grecki i francuski.